# デジデリウス・エラスムス
デジデリウス・エラスムス（Desiderius Erasmus Roterodamus, 1469年（1466年？）10月27日 - 1536年7月12日）は、ネーデルラント出身の人文主義者、カトリック司祭、神学者、哲学者。ギリシャ語新約聖書「公認本文」の著者。
ラテン語名には出身地をつける当時の慣習から「ロッテルダムのエラスムス」とも呼ばれる。なお、名前の「エラスムス」は洗礼名でカトリック教会の聖人であるフォルミアのエラスムス (Erasmus of Formiae) からとられているが、「デジデリウス」は1496年から自分自身で使い始めた名前である。
主な著作に『痴愚神礼賛』、『エンキリディオン』（キリスト教戦士の手引き）、『平和の訴え』などがあり、著作の中では一貫して「キリスト者の一致と平和」をテーマとした。また、エラスムスの『校訂版　新約聖書』（新約聖書のラテン語・ギリシア語対訳）は広く読まれ、マルティン・ルターのドイツ語訳聖書の原版になった。エラスムスの思想は宗教改革運動と対抗宗教改革運動の双方に大きな影響を与えた。『ユートピア』を著したトマス・モアとの親交や自由意志に関するルターとの論争でも知られる。
宗教改革の時代を生きたエラスムスは「カトリック教会を批判した人文主義者」と表現されることが多いが、実際にはローマ教皇庁を含めカトリック教会内に知己が多く、生涯を通してカトリック教会に対して忠実であり、カトリック教会の諸問題を批判しながらも中道を標榜してプロテスタント側に身を投じることはなかった。
エラスムスは1536年にバーゼルで逝去し、もともとカトリック教会のバーゼル司教座聖堂だった教会に埋葬された。
エラスムスは、1529年の『幼児教育論』で、子供といえども一個の人間であり、かかる存在として扱うべしと説き（手間、暇、時間、金など）、中世以来続いてきた鞭による非人間的で、容赦のない教育を非難した（体罰は行うべきで無い）。それは、自由人にふさわしい教育方法とは言えず、人間を奴隷化するものだとした。人類の歴史上最初の、最もはっきりとした子供の人権宣言である。
エラスムスのコレクションは2023年に世界の記憶に登録された。

## 生涯と思想

### 生い立ちから青年期まで
1469年（1466年とか1467年とする説もある）、エラスムスは父ロゲル・ゲラルド (Roger Gerard) と母マルガレータの私生児としてロッテルダムで生まれた。父は高名な司祭、母は医師の娘だった。エラスムスにはピーテルという名の兄がいた。1483年、この年に流行した疾病で両親を亡くした。エラスムスと兄は後見人により共同生活兄弟団付属の寄宿学校に入れられ、「デヴォツィオ・モデルナ」（Devotio Moderna：新しき信心）の教育を受けた。
1487年、親族の意思に従ってデルフトに近いステインにあった聖アウグスチノ修道会の修道院に入った。このころからラテン語の古典を読み漁り、イタリアに行きたいという望みをもつようになった。キケロ、クィンテリアヌス、アウグスティヌス、ヒエロニムスなどの研究に没頭する。古典教養の重要性を説く『反蛮族論』の執筆を始める。
エラスムスは修道会司祭として生きていくことが本意ではなく、修道会を離れる機会を狙っていた。彼は1492年に司祭叙階を受けると、卓抜したラテン語能力を認められてカンブレー (Cambray) の司教秘書に抜擢され、合法的に修道会を離れることができた。1495年にはカンブレー司教の許しを得、神学博士号の取得を目指してパリ大学へ入学し、モンテーギュ学寮に入った（モンテーギュ学寮では後にジャン・カルヴァンやイグナティウス・ロヨラも学んでいる）。1496年から自らを「デジデリウス」と名乗るようになり、『古典名句集』(Collectanea Adagiorum) を書き始める。

### 人文主義者としての名声
貧しかったエラスムスはパリへ出てラテン語の個人教授を始めた。これが縁となって1499年にイングランドへ渡り、同地の上流社会に多くの知己を得た。人文主義者ジョン・コレット (John Colet)、終生の友となった政治家トマス・モア、若きヘンリー王子（後のヘンリー8世）などと交わった。ジョン・コレットは当時オックスフォード大学で教鞭をとっており、エラスムスは彼の聖書研究の方法論（当時の主流であったスコラ学的アプローチでなく、サン・ヴィクトル学派の流れを汲んでいた）に影響されている。ジョン・コレットはエラスムスのギリシア語の知識不足を指摘し、さらに研鑽を積むよう促す。エラスムスは聖書研究に着手し、キリスト教的著作を発表するようになる。1500年に『古典名句集』、1504年には一般信徒向けの信心書である『エンキリディオン』 が出版されると、エラスムスの名声は高まっていった。
さらに同年、ルーヴァンでロレンツォ・ヴァッラの手による『新約聖書註解』の写本を見出したことは彼の人生の方向を決める出来事となった。
1506年には少年時代から憧れたイタリア行きを果たし、訪れたトリノ大学で神学博士号を授与された。その後イギリスに向かうためアルプスを越えたが、その道中で『痴愚神礼賛』の構想を得たという。これは古典をモチーフにしながら、エラスムスの風刺とユーモアの精神が遺憾なく発揮された作品となった。
1514年イギリスを離れてスイスのバーゼルに到着したエラスムスは書店店主ヨハン・フローベン (Johan Froben) と知り合う。フローベンとエラスムスは意気投合し、以後のエラスムスの著作はフローベンの書店から出版されることになる。1516年に出版された『校訂版　新約聖書』(Novum Instrumentum) と9巻からなる『ヒエロニムス著作集』は学識者の間で高く評価され、人文主義者としてのエラスムスの評価を決定付けることになった。

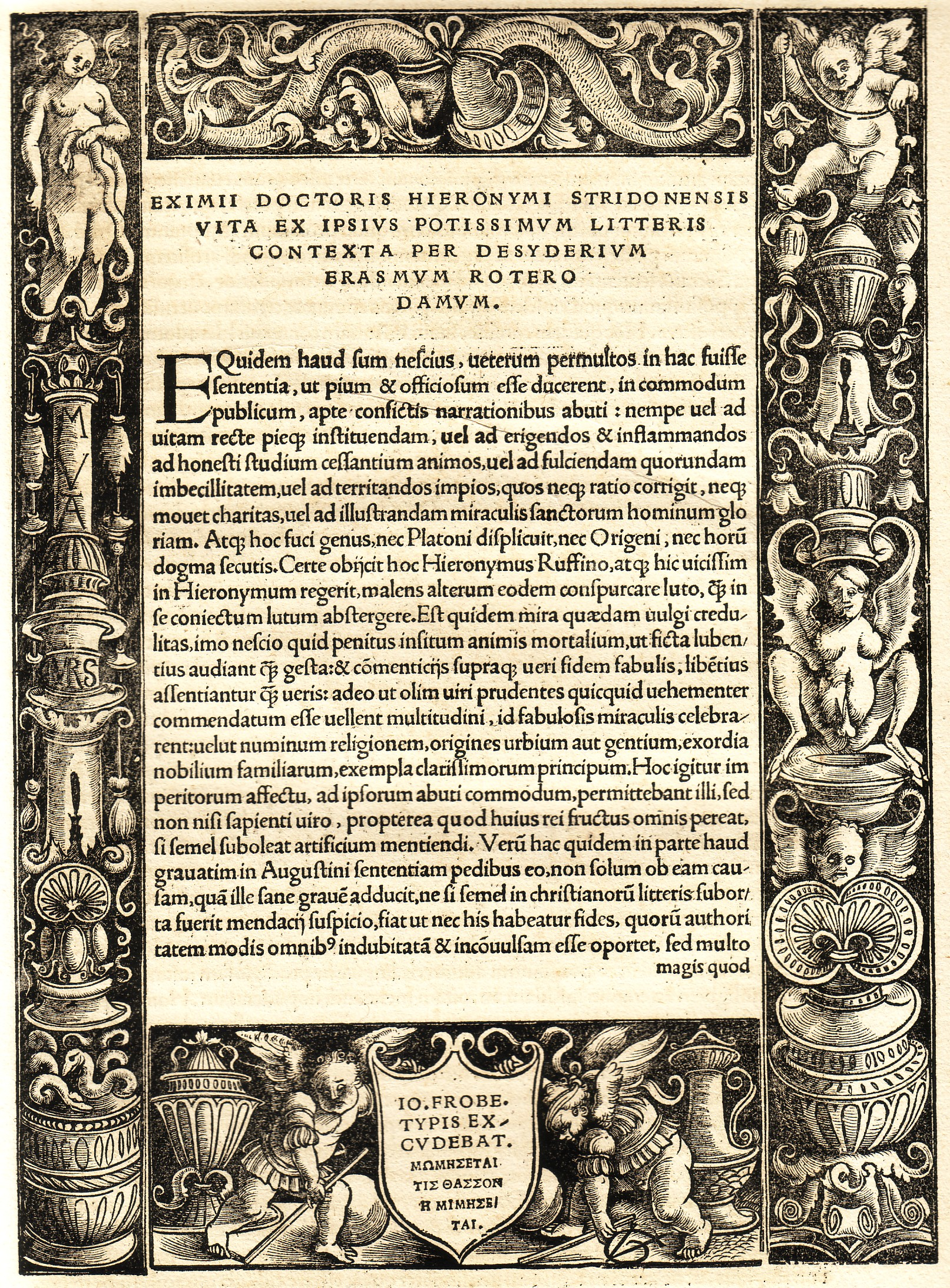
1516年版のエラスムス校訂の新約聖書テキスト

『校訂版　新約聖書』の出版ではギリシア語テキストの出版の重要性および革新性が強調されることが多い。すなわち、「人文主義者エラスムスの手によって、西欧で初めて学術的に校訂されたギリシア語新約聖書が世に出た」というような言い方である。このような表現は、古典研究者であったエラスムスが当時のカトリック教会言語、学術言語であるラテン語を軽視し、新約聖書のオリジナル言語であるギリシア語を重視してその出版に力を注いだというような印象を与える。
だが、実際のエラスムスはこの聖書の出版においては、むしろ優れたラテン語新約聖書を世に出そうとラテン語版の校訂に力点を置いていた。実際、エラスムスの出版したギリシア語テキストは正文批判のレベルからすれば稚拙なものであった。その理由はエラスムスが手にいれたギリシア語新約聖書がフィレンツェ公会議（バーゼル公会議）に参加した東ローマ帝国の聖職者によって西欧にもたらされたもの（ビザンチン写本）であり、テキストとしてはせいぜい12世紀にさかのぼるのがやっとのものであった（ヴルガータと呼ばれた当時のラテン語定本は古代のギリシア語版から翻訳されており、その痕跡を随所に残していた）。さらにエラスムスは『ヨハネの黙示録』の完全なギリシア語版を入手できなかったため、その一部を手元のラテン語版を見て自分でギリシア語に翻訳した。つまりエラスムスにとって『校訂版　新約聖書』に添付したギリシア語テキストの重要性はその程度のものだったのである。これに反して彼はラテン語テキストの校訂および新約聖書の注釈書の執筆には相当に力を入れている。
エラスムスの思いと裏腹に、自信を持ってまとめたラテン語テキストより稚拙なギリシア語テキストのほうが広く受け入れられ、1521年にルターがドイツ語訳聖書を著したときに、1519年の第二版を底本として用いたこともよく知られている。
このころのエラスムスが学者として高い評価を受けていたことは、1516年にブルゴーニュ公シャルル（後のカール5世）の名誉参議官に任命されていることからもうかがえる。また、当時のスペインの摂政ヒメネス・デ・シスネロスは自ら進めていた多言語対訳聖書（『王の聖書』、Complutensian Polyglot）の校訂のアドバイザーとしてエラスムスを招聘している。若き貴公子シャルルのためにエラスムスは『キリスト者君主の教育』(Institutio pricipis Christiani) を著している。以後もアントウェルペン、バーゼル、ルーヴァンなどをまわりながら研究・執筆活動を続けた。

### ルターとエラスムス

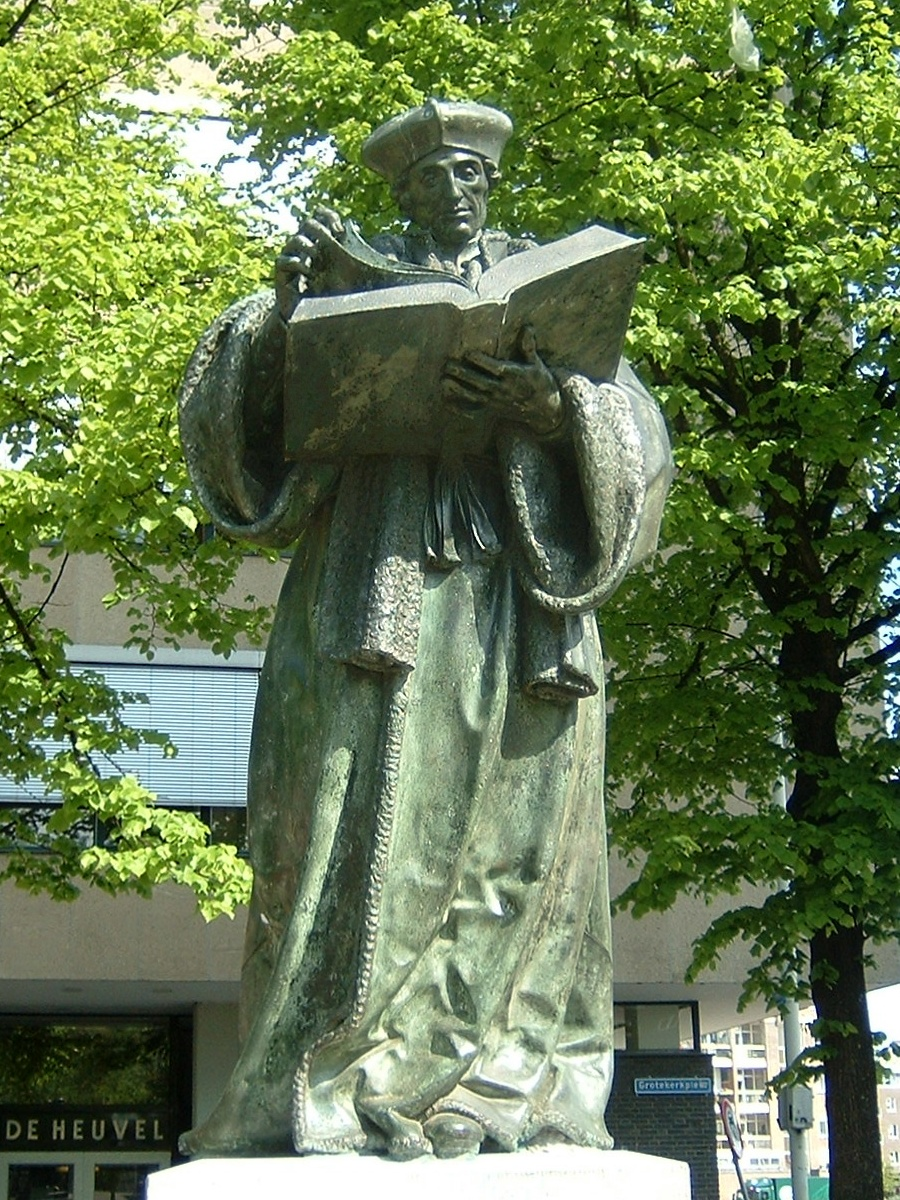
ロッテルダム大学にあるエラスムスの像

1517年に若き聖アウグスチノ修道会員マルティン・ルターが発表した『95ヶ条の論題』は本人の予想も超えるほどの大きな反響を呼び起こした。エラスムスは当初、ルターが自分を尊敬し、自分の著作に影響されていたことを知り、その「聖書中心主義」思想に好意的な態度をとっていた。この頃、ルターはエラスムスからの励ましを受けて感激している。エラスムスはルターが不当に断罪されることがないよう手を尽くしながらも、教会の分裂を引き起こさないようルターに自重を求めた。
しかし、ルター自身の活発な活動により、事態は過激化・複雑化し、当時のドイツ情勢とからんで政治問題化していった。この状態はエラスムスの想定を超えたものであり、ルターとエラスムスの思想の違いが明らかになっていった。エラスムスはあくまでキリスト者の一致が最優先事項と考えており、教会の分裂を望んでいなかった。結果的にルターの支持派・反対派双方から疎まれることになる。
ヘンリー8世のアイデアとトマス・モアの書簡に触発され、エラスムスはカトリック教会内で古代から議論が続けられてきた自由意志の問題についての著作『自由意志論』（De lebero Arbitrio, 1524年）を執筆した。自由意志の問題はルター思想の骨子であったため、ルターはこれを看過できず、対抗する形で『奴隷意志論』(De servo Arbitrio) を発表。エラスムスはさらにそれに対する『反論』（Hyperaspistes, 1526年）を著しているが、結局これを最後にエラスムスは泥沼化したルター問題から手を引いた。

### 晩年とその評価
キリスト者の一致と平和を重んじたエラスムスにはキリスト教徒が分裂していくことは容認できなかった。しかし、プロテスタント運動の進展の中で反ルターと目されたエラスムスへの批判も高まり、エラスムスは1521年にルーヴァン大学を去り、バーゼルへ移った。のちにバーゼルで宗教改革が進展するとそれに耐えられずフライブルクへ移った。1535年になって再びバーゼルに戻ったが、翌年1536年7月12日に同地で死去した。死去に先立ってエラスムスは自らの遺産を市にゆだね、その利子を貧しい人々のために用いることを願った。
『痴愚神礼賛』はエラスムスの意図を離れて、反カトリック教会的書物として各国で利用されたため、のちにカトリック教会の禁書目録に加えられることになった。
「キリストの哲学」(Philosophia Christi) という言葉にあらわされるエラスムスの思想は、知識重視と衒学趣味に走っていた当時の神学に警鐘を鳴らし、聖書を本来の姿に近づけ、聖書を学んでキリストを知ることを最大の目標とするものであった。ここにはエラスムスが受けた「デヴォツィオ・モデルナ」の教育の影響を見て取ることができる。低地諸国で栄え、共同生活兄弟団などの活動に結実していたこの思想運動は信心書の傑作『キリストにならう』（トマス・ア・ケンピス著）によってよくあらわされているが、まさに「キリストにならう」ことをエラスムスも目指していたのである。また、当時の聖職者と信徒の間の格差が広がりすぎていた現実についても、エラスムスは聖職者と信徒が共に聖書に親しむことで解決できると考えていた。

### 日本とのかかわり

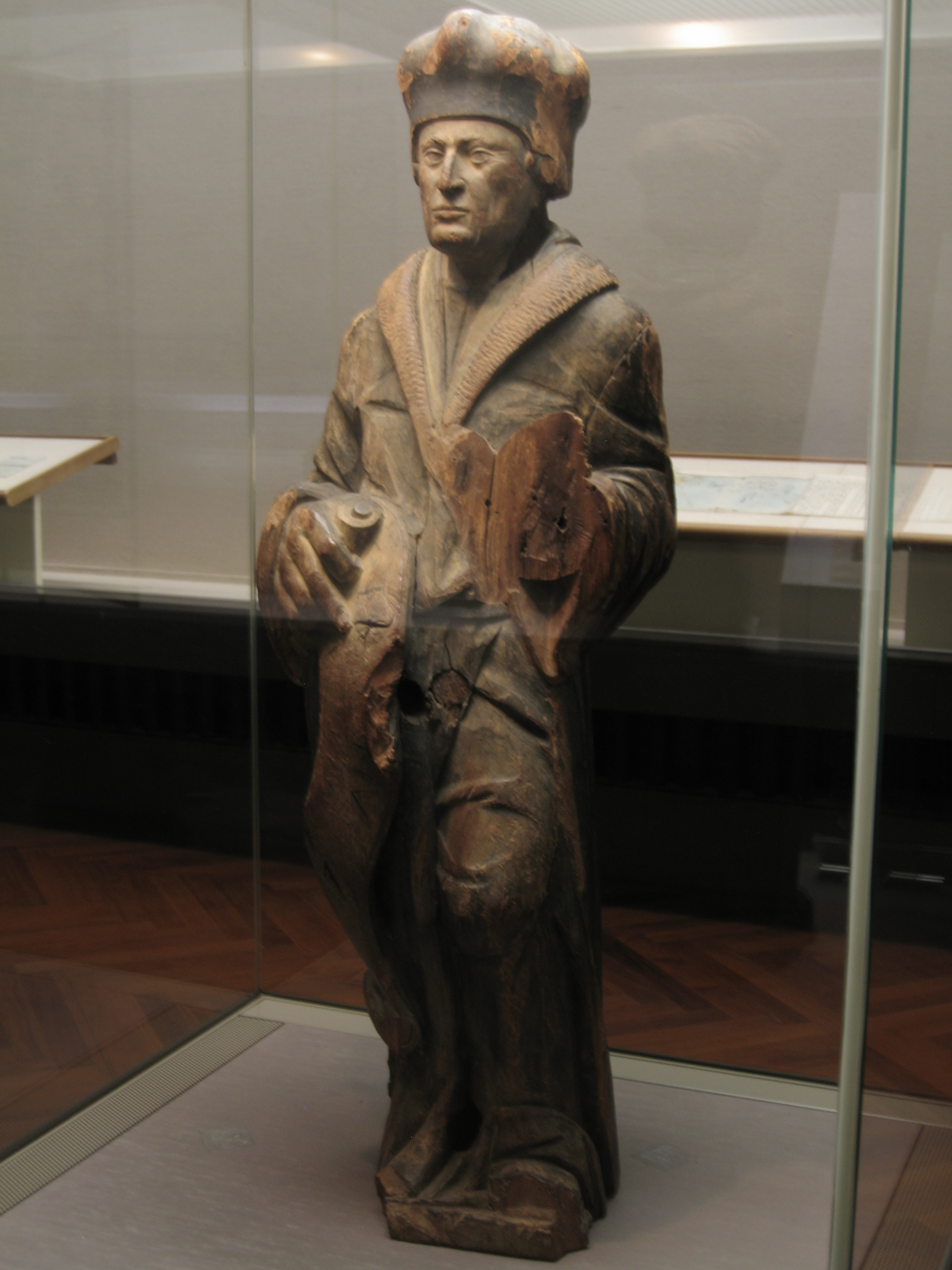
エラスムス像（日本の重要文化財）、リーフデ号の船尾飾りであった。

1600年、今の大分県臼杵市に漂着したオランダ船リーフデ号の旧名はエラスムス号であった。同船は、徳川家康の外交顧問として有名なウィリアム・アダムス（三浦按針）やヤン・ヨーステン（耶揚子、現在の東京都中央区八重洲の地名は彼にちなむ）が乗っていたことで有名である。同船の船尾には、エラスムスの木像が付けられていた。細かな経緯は不明だが、船の旧名と関係していると類推されている。なおこの像は、栃木県佐野市の龍江院という寺が所蔵し、貨狄尊者（かてきそんじゃ）（「貨狄像」「貨狄観音」とも）の名でまつられていた（東京都台東区上野公園の東京国立博物館に寄託中）。なお、地元の人達の間ではこのエラスムスの像が小豆婆の像だと信じられていたという逸話がある。

## 主な著作
- 『格言選集（英語版）』(Collectanea Adogiorum) 1500年
  - 当初収録された格言は約800編だったが、後に格言の数を拡大して"Adagiorum Chiliades"（「千の格言」）と改題され、最終的には4,658の格言が収められた。
- 『エンキリディオン（英語版）』（キリスト教戦士の手引き、Enchiridion militis Christiani）1504年
- 『痴愚神礼讃』(Moriae encomium) 1511年
- 『校訂版　新約聖書（英語版）』(Novum Instrumentum) 1516年
- 『キリスト者君主の教育（英語版）』(Institutio pricipis Christiani) 1516年
- 『平和の訴え（wikidata）』(Querela pacis) 1517年
- 『対話集（英語版）』(Collequiia) 1518-33年
- 『自由意志論』(De lebero Arbitrio) 1524年
- 『ルターへの反論』(Hyperaspistes) 1526年
  - ルター『奴隷意志論』への反論。
- 『キケロ主義者（英語版）』(Ciceronianus) 1528年
  - キケロ主義（英語版）への批判。
- 『ラテン語とギリシア語の正しい発音について』(De recta Latini Graecique sermonis pronuntiatione) 1528年
  - 古代ギリシア語・ラテン語の再構音を提示した論争的著作[19][20]。「エラスムス式発音」として知られる[19]。
- 『幼児教育論』(De pueris statim ac liberaliter instituendis) 1529年

### 主な訳書
- 渡辺一夫訳 『痴愚神礼讃』 岩波文庫、1954年、新装復刊1996年ほか、ISBN 4003361210
- 沓掛良彦訳 『痴愚神礼讃　ラテン語原典訳』 中公文庫、2014年、ISBN 4122058767
- 大出晁訳 『痴愚礼讃　附マルティヌス・ドルピウス宛書簡』 慶應義塾大学出版会、2004年、ISBN 476641098X
- 渡辺一夫・二宮敬訳 『痴愚神礼讃』 中央公論新社〈中公クラシックス〉、2006年。改訂版
  - 元版『世界の名著17　エラスムス／トマス・モア』 中央公論社、1969年。「痴愚神礼賛」と「対話集」を収録
- 山内宣訳 『評論「自由意志」』 聖文舎、1977年（『自由意志論』の訳書）
- 箕輪三郎訳 『平和の訴え』 岩波文庫、1961年、復刊1989年ほか
- 『人類の知的遺産23　エラスムス』 二宮敬編、講談社、1984年
  - 『学習計画』、『パラクレシス』、『戦争は体験しない者にこそ快し』を収録
- 『エラスムス=トマス・モア往復書簡』 岩波文庫、2015年。沓掛良彦・高田康成共訳。前者が担当
- 金子晴勇・木ノ脇悦郎・片山英男訳 『宗教改革著作集2　エラスムス』 教文館、1989年、ISBN 4764231026
  - 『エンキリディオン』、『ヴォルツ宛の手紙』、『新約聖書序文』、『キリスト者君主の教育』を収録
- 『エラスムス『格言選集』』 金子晴勇編訳、知泉書館、2015年
- 『エラスムス神学著作集』金子晴勇訳、教文館、2016年（キリスト教古典叢書）
- 『対話集』金子晴勇訳、知泉書館、2019年（知泉学術叢書）

## 日本語文献
伝記
- ヨハン・ホイジンガ 『エラスムス　宗教改革の時代』 宮崎信彦訳、筑摩書房〈筑摩叢書〉、1965年／ちくま学芸文庫、2001年、ISBN 4389420623
- シュテファン・ツヴァイク 『エラスムスの勝利と悲劇』 内垣啓一訳、みすず書房（ツヴァイク伝記文学コレクション6）、1998年。初版は「全集」1965年
- ローランド・ベイントン 『エラスムス』 出村彰訳、日本基督教団出版局、1971年、オンデマンド版2006年
- ジェームス・マッコニカ 『エラスムス』 高柳俊一・河口英治訳、「コンパクト評伝シリーズ」教文館、1994年

研究
- 木ノ脇悦郎『エラスムス研究——新約聖書パラフレーズの形成と展開』日本基督教団出版局、1992年
- 金子晴勇『宗教改革の精神——ルターとエラスムスの思想的対決』講談社学術文庫、2001年
- 金子晴勇『エラスムスとルター——宗教改革の二つの道』聖学院大学出版会、2002年
- 木ノ脇悦郎『エラスムスの思想的境地』関西学院大学出版会、2004年
- 金子晴勇『エラスムスの人間学——キリスト教人文主義の巨匠』知泉書館、2011年
- 河野雄一『エラスムスの思想世界——可謬性・規律・改善可能性』知泉書館、2017年
- 木ノ脇悦郎『宗教改革の人間群像　エラスムスの往復書簡から』新教出版社、2017年
- 金子晴勇『キリスト教思想史の諸時代Ⅳ　エラスムスと教養世界』ヨベル新書、2021年